# Comuna Dobrotești, Dolj
Dobrotești este o comună în județul Dolj, Oltenia, România, formată din satele Dobrotești (reședința) și Nisipuri.

## Demografie
Componența etnică a comunei Dobrotești
     Români (94,45%)
     Alte etnii (5,55%)
Componența confesională a comunei Dobrotești
     Ortodocși (94,03%)
     Alte religii (5,97%)
Conform recensământului efectuat în 2021, populația comunei Dobrotești se ridică la 1.406 locuitori, în scădere față de recensământul anterior din 2011, când fuseseră înregistrați 1.733 de locuitori. Majoritatea locuitorilor sunt români (94,45%). Din punct de vedere confesional, majoritatea locuitorilor sunt ortodocși (94,03%).

## Politică și administrație
Comuna Dobrotești este administrată de un primar și un consiliu local compus din 9 consilieri. Primarul, Cornel Sgură[*], de la Partidul Social Democrat, este în funcție din 2016. Începând cu alegerile locale din 2024, consiliul local are următoarea componență pe partide politice:
|  | Partid                    | Consilieri | Componența Consiliului | Componența Consiliului | Componența Consiliului | Componența Consiliului | Componența Consiliului |
|  | ------------------------- | ---------- | ---------------------- | ---------------------- | ---------------------- | ---------------------- | ---------------------- |
|  | Partidul Social Democrat  | 5          |                        |                        |                        |                        |                        |
|  | Partidul Național Liberal | 3          |                        |                        |                        |                        |                        |
|  | Uniunea Salvați România   | 1          |                        |                        |                        |                        |                        |